# Amsterdamsche Football Club Ajax 2015-2016
Questa voce raccoglie le informazioni riguardanti l'Amsterdamsche Football Club Ajax nelle competizioni ufficiali della stagione 2015-2016.

## Stagione
La stagione si apre con l'eliminazione dalla Champions League: nel terzo turno preliminare si qualifica infatti il Rapid Vienna, che pareggia 2-2 in casa e vince 3-2 ad Amsterdam. Passato in Europa League l'Ajax sconfigge lo Jablonec nei playoff, e viene poi inserito nel gruppo A insieme a Molde, Fenerbahçe e Celtic. Qui ottiene sette punti, frutto di quattro pareggi ed una vittoria in Scozia, che però non sono sufficienti per proseguire il cammino. La squadra era intanto stata eliminata in ottobre per mano dei rivali del Feyenoord dalla Coppa d'Olanda, però arriva alla vigilia dell'ultima partita di Eredivisie in testa alla classifica grazie ad una migliore differenza reti rispetto al PSV. I sei gol di margine rispetto ai rivali (+60 contro +54) sembrano garantire una certa tranquillità, ma poi i Lancieri, in trasferta, si fanno raggiungere sull'1-1 dal De Graafschap penultimo in classifica, così è il PSV, vittorioso a Zwolle (3-1), a conquistare il titolo.

## Organigramma societario
Area direttiva
- Presidente:  Hennie Henrichs

Area tecnica
- Allenatore:  Frank de Boer

## Rosa
Fonte
| N. |                        | Ruolo | Calciatore               |
| -- | ---------------------- | ----- | ------------------------ |
| 1  | Paesi Bassi (bandiera) | P     | Jasper Cillessen         |
| 2  | Paesi Bassi (bandiera) | D     | Ricardo van Rhijn        |
| 3  | Paesi Bassi (bandiera) | D     | Joël Veltman             |
| 4  | Paesi Bassi (bandiera) | D     | Mike van der Hoorn       |
| 5  | Paesi Bassi (bandiera) | D     | John Heitinga            |
| 6  | Paesi Bassi (bandiera) | D     | Riechedly Bazoer         |
| 7  | Danimarca (bandiera)   | A     | Viktor Fischer           |
| 8  | Paesi Bassi (bandiera) | C     | Daley Sinkgraven         |
| 9  | Polonia (bandiera)     | A     | Arkadiusz Milik          |
| 10 | Paesi Bassi (bandiera) | C     | Davy Klaassen (capitano) |
| 11 | Germania (bandiera)    | A     | Amin Younes              |
| 19 | Francia (bandiera)     | A     | Yaya Sanogo              |
| 20 | Danimarca (bandiera)   | C     | Lasse Schøne             |

| N. |                        | Ruolo | Calciatore        |
| -- | ---------------------- | ----- | ----------------- |
| 21 | Paesi Bassi (bandiera) | A     | Anwar El Ghazi    |
| 22 | Paesi Bassi (bandiera) | D     | Jairo Riedewald   |
| 23 | Paesi Bassi (bandiera) | D     | Kenny Tete        |
| 24 | Camerun (bandiera)     | P     | André Onana       |
| 25 | Sudafrica (bandiera)   | C     | Thulani Serero    |
| 26 | Paesi Bassi (bandiera) | D     | Nick Viergever    |
| 27 | Serbia (bandiera)      | C     | Nemanja Gudelj    |
| 30 | Paesi Bassi (bandiera) | C     | Donny van de Beek |
| 31 | Croazia (bandiera)     | A     | Robert Murić      |
| 32 | Rep. Ceca (bandiera)   | A     | Václav Černý      |
| 33 | Paesi Bassi (bandiera) | P     | Diederik Boer     |
| 35 | Paesi Bassi (bandiera) | D     | Mitchell Dijks    |

## Statistiche

### Statistiche di squadra
| Competizione     | Punti | Totale | Totale | Totale | Totale | Totale | Totale |
| Competizione     | Punti | G      | V      | N      | P      | Gf     | Gs     |
| ---------------- | ----- | ------ | ------ | ------ | ------ | ------ | ------ |
| Eredivisie       | 82    | 34     | 25     | 7      | 2      | 81     | 21     |
| KNVB beker       | -     | 2      | 1      | 0      | 1      | 2      | 1      |
| Champions League | -     | 2      | 0      | 1      | 1      | 4      | 5      |
| Europa League    | 7     | 8      | 2      | 5      | 1      | 7      | 6      |
| Totale           |       | 46     | 28     | 13     | 5      | 94     | 33     |